# Marea Ducesă Elena Vladimirovna a Rusiei
Marea Ducesă Elena Vladimirovna a Rusiei (17 ianuarie 1882 – 13 martie 1957), a fost Mare Ducesă a Rusiei, fiica Marelui Duce Vladimir Alexandrovici al Rusiei și a Ducesei Marie de Mecklenburg-Schwerin. A fost căsătorită cu  Prințul Nicolae al Greciei și Danemarcei (1872 - 1938).

## Copilăria
Elena și cei trei frați ai săi, Kiril, Boris și Andrei, au avut o guvernantă engleză și prima limbă pe care au învățat-o a fost engleza.

## Căsătorie
Inițial Elena s-a logodit cu Prințul Max de Baden însă Max a rupt logodna. Mama Elenei a fost furioasă iar societatea zvonea că Elena nu-și poate găsi un soț. În 1899, Elena în vârstă de 17 ani a fost logodită cu Arhiducele Franz Ferdinand al Austriei însă acesta s-a îndrăgostit de contesa Sophie Chotek.

Prințul Nicolae al Greciei a fost propus prima dată în 1900 însă mama Elenei nu a permis fiicei ei căsătoria cu un tânăr fără avere sau cu perspective reale în moștenirea unui tron. În cele din urmă, în 1902, a acceptat ca Elena și Nicolae să se căsătorească după ce a devenit clar că la orizont nu se vedea nici o altă ofertă.

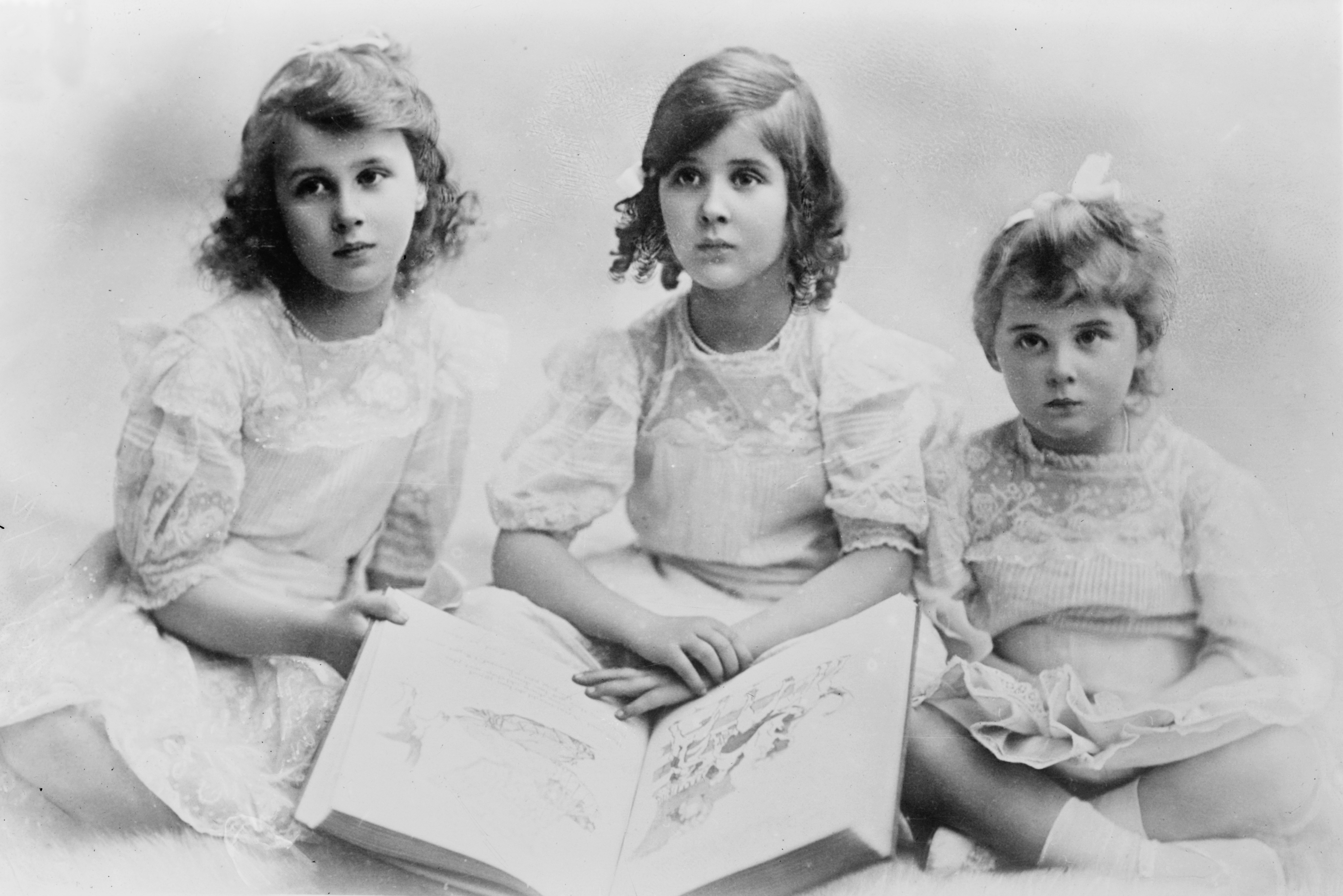
Prinţesele Olga, Elisabeta şi Marina.

Împărăteasa mamă scria despre Elena că „are un ton foarte brusc și arogant care poate șoca oamenii” și că se așteaptă la o căsătorie cu probleme. Temperamentul Elenei a iritat unii oameni de la curte însă mariajul a fost unul fericit.
Prințul și Prințesa Nicolae au avut trei fete:
- Prințesa Olga a Greciei și Danemarcei (1903–1997), mai târziu prințesa Olga a Iugoslaviei
- Prințesa Elisabeta a Greciei și Danemarcei (1904–1955), mai târziu contesă de Toerring-Jettenbach
- Prințesa Marina a Greciei și Danemarcei (1906–1968), mai târziu prințesa Marina, Ducesă de Kent.[4]